# Зубова, Клавдия Алексеевна
Клавдия Алексеевна Зубова (в девичестве Полежаева, 1840—1906) — русская купчиха, благотворительница, потомственный почётный гражданин.

## Биография
Родилась 17 декабря 1840 года в городе Калязине Тверской губернии, происходила из купеческого рода Полежаевых, переехавших из Калязина в Москву.
Получила хорошее образование. В 1859 году она вышла замуж за купца Василия Павловича Зубова, переехав к нему в город Александров, где находилась фабрика Зубовых.
Известна своей благотворительной деятельностью. В ноябре 1873 года она выделила 15 тысяч рублей на создание общественного банка им. А. М. Полежаева в Калязине. 7 тысяч рублей она передала в следующем году на строительство там же богадельни и сиротского дома. В знак признательности жители Калязина в мае 1898 года преподнесли Клавдии Алексеевне в качестве подарка деревянное резное блюдо, на котором была изображена калязинская богадельня.

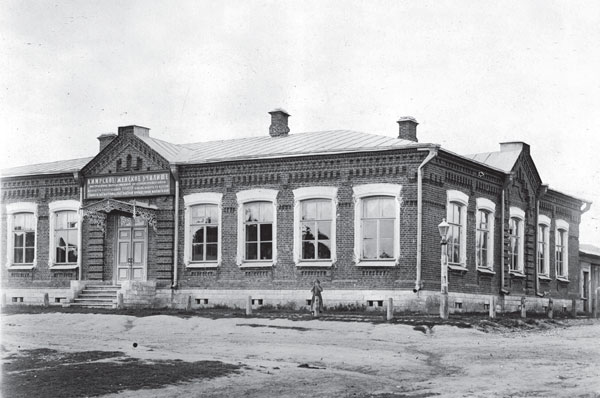
Женское училище в Кимрах

В 1894 году на её средства было построено женское училище в селе Кимры, которое она посвятило своей матери Евдокии (Авдотье) Васильевне Малюгиной, которая была родом оттуда. В 1900 году она выделила 1 тысячу рублей на приют для детей в Кимрах. Зубова являлась попечительницей церковно-приходской школы при Успенском женском монастыре в Александрове. Школа действовала с 1891 года, обучение в ней было бесплатное. За это в мае 1899 года она была награждена золотой медали «За усердие» на Станиславской ленте.

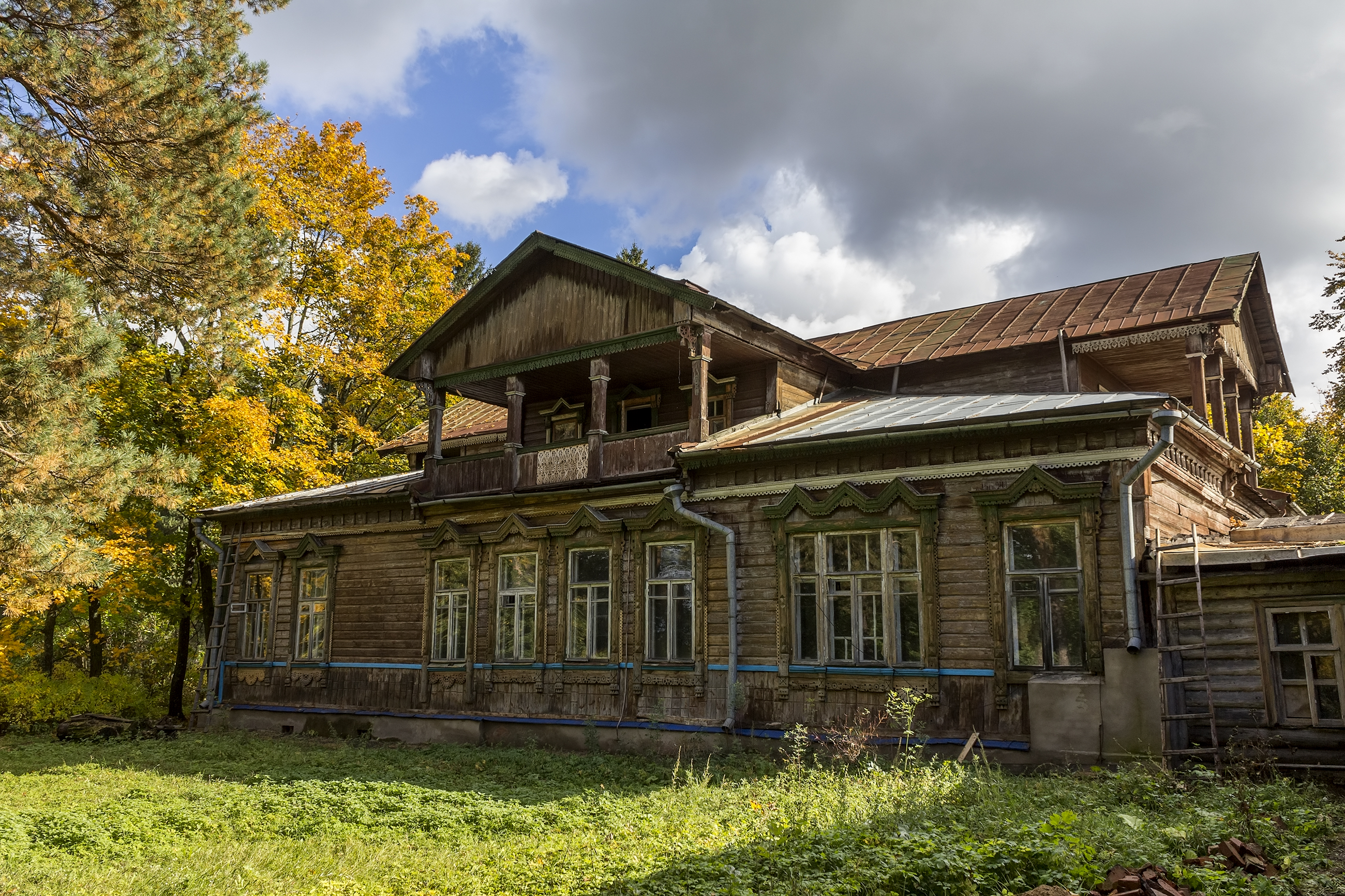
Главный дом усадьбы Бутурлиных-Зубовых в селе Крутец, 2012 год

Клавдия Алексеевна проявила себя и в Москве, где входила в местный Совет попечительства о бедных, которое возглавлял её сын Павел. Зубова выделила 10 тысяч рублей совету и ещё столько же — Рогожской богадельне. В 1896 году она вошла в Благотворительное общество при Яузском отделении больницы для рабочих.
Основное время Клавдия Алексеевна Зубова проводила в купленной для неё супругом усадьбе села Крутец Владимирской губернии. Зубовы оказывали помощь местному сельскому клиру, помогли перестроить церковь и колокольню. Здесь К. А. Зубова и умерла 1 сентября 1906 года. Была похоронена в Полежаевском склепе на кладбище московского Андроникова монастыря.
В семье у Клавдии Алексеевны и Василия Павловича Зубовых родились дети: Александра (1860—1861), Павел (1862—1921), Любовь (1863—1923), Варвара (1865—1868), Алексей (1867—1867), Мария (1870—1870).